# Ulvilda da Suécia
Ulvilda da Suécia (em sueco: Ulvhild  ou Ulfhild ; c. 1095 – 1148) foi rainha consorte da Suécia e da Dinamarca. 

Nascida na Noruega, veio a se casar com o rei Ingo II da Suécia (r. 1116–1125), mais tarde, com o rei Nicolau I da Dinamarca (Niels) (r. 1130–1134) e, finalmente, com o rei Suérquero I da Suécia (Sverker, o Velho) (r. 1134–1148).

Por sua iniciativa, foram chamados à Suécia os monges cistercienses para fundar o Convento de Alvastra na Östergötland , e mais tarde o Convento de Nydala na Småland, o Convento de Varnhem e o Convento de Gudhem.

## Filhos
Embora haja incerteza, costumam ser apontados como filhos da Rainha Uluilda:
- Carlos VII da Suécia (1135 - 1167) - Rei da Suécia 1161-1167
- Sune Sik Suérquerosson (~1148 - ~1220)
- João Suérquerosson (- 1150) - Morte violenta após sequestro de mulher
- Helena da Suécia - Casada com Canuto V da Dinamarca
- Ingegerda Suérquerosdotter da Suécia - Abadessa da Abadia de Vreta